# کریم‌آباد (کوهرنگ)
کریم‌آباد روستایی است در شهرستان کوهرنگ، بخش بازفت، استان چهارمحال و بختیاری.